# Melanopais gemmaria
Melanopais gemmaria là một loài bọ cánh cứng trong họ Cerambycidae.